# Agriornis lividus
Az Agriornis lividus  a madarak (Aves) osztályának verébalakúak (Passeriformes) rendjébe és a királygébicsfélék (Tyrannidae) családjába tartozó faj.

## Rendszerezése
A fajt Heinrich von Kittlitz német ornitológus írta le 1835-ben, a Tamnophilus nembe Tamnophilus lividus néven. Régebben szerepelt Agriornis livida néven is.

## Előfordulása
Argentína és Chile területén honos. Természetes élőhelyei a szubtrópusi és trópusi száraz cserjések és szántóföldek. Vonuló madár.

## Alfajai
- Agriornis lividus fortis Berlepsch, 1907
- Agriornis lividus lividus (Kittlitz, 1835)[2]

## Megjelenése
Testhossza 28 centiméter.

## Életmódja
Nagyobb rovarokkal, kisebb emlősökkel, gyíkokkal, békákkal és tojásokkal táplálkozik.

## Természetvédelmi helyzete
Az elterjedési területe nagyon nagy, egyedszáma pedig stabil. A Természetvédelmi Világszövetség Vörös listáján nem fenyegetett fajként szerepel.